# Euxoa muscosa
Euxoa muscosa là một loài bướm đêm trong họ Noctuidae.